# Saint-Clément (Meurthe-et-Moselle)
Saint-Clément é uma comuna francesa na região administrativa de Grande Leste, no departamento de Meurthe-et-Moselle. Estende-se por uma área de 16,47 km². Em 2010 a comuna tinha 876 habitantes (densidade: 53,2 hab./km²).